# Ласковый май
«Ла́сковый май» (также сокращённо «ЛМ») — советская и российская поп-группа, основанная в Оренбурге автором песен Сергеем Кузнецовым. Днём основания группы считается 6 декабря 1986 года. Участниками коллектива были воспитанники оренбургского детского дома, которые после знакомства с продюсером Андреем Разиным (который тоже воспитывался в детском доме) перебрались в Москву. Самой известной песней «Ласкового мая» стала песня «Белые розы» в исполнении Юрия Шатунова.
Группа распалась в 1992 году. Основной солист группы Юрий Шатунов в 1991 году расстаётся с Андреем Разиным со скандалом, основными причинами которого стали и распределение получаемых доходов, приобретенное имущество и возросшие виды по «полной опеке» над певцом со стороны работавшего администратором в группе «Ласковый май» Аркадия Кудряшова. С трудом забрав свой паспорт у бывшего продюсера (как позже указал Шатунов, у директора детского дома), Шатунов переезжает вместе с бывшим администратором Аркадием Кудряшовым в Мюнхен. Через некоторое время был выпущен сборник песен с рабочим названием «Вот и кончился май», позднее переименованный в «Знаешь». В 1992 году также прекратила существование и группа Сергея Кузнецова «Мама», песни которой Разин использовал без разрешения для «Ласкового мая».
В 2009 году на волне нового витка популярности, связанной с модой на 1990-е годы и выходом фильма «Ласковый май», группа снова появилась на сцене в составе: Андрей Разин, Сергей Серков, Андрей Кучеров и Сергей Ленюк.

## История
Группа «Ласковый май» была создана 6 декабря 1986 года в Оренбургской школе-интернате № 2 руководителем музыкального кружка Сергеем Кузнецовым, музыкантом Вячеславом Пономарёвым и солистом, тринадцатилетним учеником интерната, Юрием Шатуновым.
В общем, к Новогодней дискотеке репертуар был готов. Только с названием группы была загвоздка… Я как-то (это было седьмого декабря — снова эта цифра «семь!») предложил название из строк песни. Название довольно символично, но как-то слащаво звучит. Никому из нас не понравилось. И мне тоже. «Ласковый май». А символично потому, что в песне «Лето» была такая фраза: «Но ласковый май вступит в права…» Подумали мы и решили пока с названием повременить. Только всё равно пришлось его оставить… Когда до выхода на сцену оставалось минут десять, мы переглянулись — ну, как назовёмся? Все вопросительно смотрели на меня, а я на них. «А, Бог с ним… Пусть так и будет. — „Ласковый май“».Сергей Кузнецов
Позже Кузнецов познакомился с Константином Пахомовым, и они дают несколько концертов «Ласкового мая» даже собирают стадион на 5000 мест.

### Популярность
Коммерческий успех пришёл к группе в 1988 году после того, как её заметил Аркадий Кудряшов, который вместе с Андреем Разиным также работал администратором в группе Мираж, Аркадий на гастролях в Алма-Ате случайно услышал песню «Белые розы», ему песня понравилась и он купил кассету с песнями группы «Ласковый май», привёз кассету в Москву, альбом другим не понравился, они говорили, что это примитив и несерьезно, в одном из московских дворов Аркадий встретил пьяного сотрудника райкома партии из Оренбурга, он дал Кудряшову номера телефонов.
По словам Андрея Разина он был первым продюсером группы Мираж, и именно он придумал гастроли нескольких составов этой группы под одну фонограмму. Получив запись альбома «Ласковый май», в 1988 году он создаёт несколько фальшивых групп с названием «Ласковый май», выступавших под фонограмму Шатунова, позже он поехал в Оренбург, чтобы пригласить настоящую группу в Москву для записи более качественной фонограммы, на студии «Рекорд» Ю. Чернавского. В ходе записи Кузнецов настоял на том, что должен выступать настоящий Шатунов.
Солисты — Юрий Шатунов (основной солист), Константин Пахомов и Андрей Разин (с 1988 года — руководитель группы), музыкальный руководитель — композитор Сергей Кузнецов, с 1989 года — композитор Владимир Бойко.
Основной состав группы живёт в Московском интернате № 24 на Каховке, там же работает и «Студия „Ласковый май“». Поскольку Юрий Шатунов должен был параллельно учиться в школе, Андрей Разин, чтобы не прерывать гастроли, уговаривает Сергея Кузнецова написать несколько песен для него, и становится полноправным солистом, а позже и руководителем «Ласкового мая».
Группа становится источником многочисленных скандалов, из которых Разину помогает выйти пущенный им слух, что он является племянником Михаила Горбачёва. Когда скандал с двойниками уже нельзя было замять, Разин объявил о наборе поющих детей в «Студию „Ласковый май“», это дало возможность официально плодить коллективы, гастролирующие под вывеской «Студия „Ласковый май“».
Первым директором группы становится Рашид Дайрабаев. В 1989 году, после ухода Сергея Кузнецова, Андрей Разин приглашает на должность музыкального руководителя студии «Ласковый май» композитора Владимира Бойко, основателя группы «Белые Розы». Все фонограммы были перезаписаны у Игоря Бабенко в одной из тонстудий «Рекорда». Все аранжировки принадлежат Сергею Кузнецову. Сотрудник «Рекорда», звукорежиссёр Анатолий Мешаев, работавший там в то время, оказался непосредственным участником всех созданных хитов «Ласкового мая».
Первая в Советском Союзе подростковая музыкальная группа, работавшая в стиле «Евро-диско 80-х» и апеллировавшая к молодёжи в возрасте от 13 до 18 лет, имела небывалую популярность как у юной аудитории страны, так и у взрослой. Но деятельность Разина не нравилась основателю группы Сергею Кузнецову, и в 1989 году между руководителем группы Андреем Разиным и композитором Сергеем Кузнецовым возникли жёсткие трения в основном на почве (к тому времени уже гигантского) финансового и административного дележа, а также личных высоких амбиций, коими в полной мере обладали обе стороны. Так, Кузнецов решил, что группа «Ласковый май» не сможет без него существовать, а сам он вполне способен создать аналогичную группу, где и будет полновластным хозяином, и вскоре заявил о своём уходе. Разин же, между делом всячески способствуя уходу мешающего соперника, уже понял, что его денежный станок «Ласковый май» путём нехитрых манипуляций отработает своё без Кузнецова ещё лучше. А когда Кузнецов начал требовать за своё творчество «дивиденды», Разин прибегнул к уже проверенному рекламному трюку: в аудиозаписях перед новым концертом жалобным голосом он объявил многочисленной аудитории, что деспот Кузнецов после ухода терроризирует группу и вымогает в ультимативной форме за свои былые заслуги автомобиль. С уходом Кузнецова резко падает качество песен группы, и, несмотря на коммерческий успех, который усиливало использование групп-двойников, слава группы начинает угасать.
«Ласковый май» продолжает собирать многотысячные стадионы (40—60 тысяч человек) и устанавливать рекорды по количеству концертов в день. В период зимних каникул, с 28 декабря 1989 года по 10 января 1990 года, группа с программой «Белые розы — белой зимой…» даёт 13 сольных аншлаговых концертов в московском спорткомплексе «Олимпийский» — вместо билетов на новогоднюю ёлку тысячи девчонок покупают билеты на любимую группу. Количество концертов в других городах бывшего Советского Союза достигало восьми за день и более сорока за месяц.
Однако попытки создания новых песен, похожих на «Белые розы», «Розовый вечер» и другие хиты не имели такого успеха, как и копирование самого стиля группы «Ласковый май». Вместе с тем «Ласковый май» стал группой, оказывавшей огромное влияние на формирование жанра поп-музыки в России.
Повторить феноменальный успех группы «Ласковый май» пока в нашей стране не удалось никому. По некоторым данным, каждый третий житель России хоть раз, но был на концерте группы.
В 1992 году «Ласковый май» перестал существовать. После ухода из «Ласкового мая» Юра Шатунов уезжает в Германию и на некоторое время прекращает выступления. Позднее успешно начинает свою сольную карьеру. На замену Шатунова Андрей Разин пригласил в свою студию для одаренных детей восемнадцатилетнего Юрия Барабаша, который обладал очень похожим голосом. В 1992 году Юрий Барабаш несколько месяцев был солистом этой группы под псевдонимом «Юра Орлов», но вскоре отказался от дальнейшей работы с Разиным. Уйдя от Разина, начинает сольную карьеру как автор-исполнитель русского шансона под псевдонимом Петлюра.
В 2009 году на волне нового витка популярности, связанной с модой на 1980-е годы и выходом фильма «Ласковый май», группа снова появилась на сцене в составе: Андрей Разин, Сергей Серков, Андрей Кучеров и Сергей Ленюк.
В 2011 году, по заказу телеканала НТВ, в рамках проекта «Тайный шоу-бизнес», был снят фильм «„Ласковый май“: Загадка пропавшего миллиарда».
В 2017 году, по заказу телеканала ТВ Центр, был снят документальный фильм о группе «„Ласковый май“: Лекарство для страны» (автор и режиссёр Тимур Белый, продюсер Светлана Воробьёвская).
За первые пять лет выступлений коллектива было продано около 47 миллионов билетов на концерты, из-за фантастического успеха и популярности группы коллектив внесли в книгу рекордов Гиннеса.
В четверг 23 июня 2022 года не стало главного солиста группы Юрия Шатунова, а через 137 дней в понедельник 7 ноября не стало её основателя Сергея Кузнецова.

## Состав

### Состав в настоящее время
- Андрей Разин
- Сергей Ленюк
- Дмитрий Тревога[1]
- Андрей Агат[1]
- Олег Комаровский[2]

### Участники группы в разное время

#### Вокалисты
1. Юрий Шатунов (1973—2022) — вокалист, основной солист группы (1986—1991)
2. Константин Пахомов — вокалист
3. Андрей Разин — вокалист
4. Владимир Шурочкин — вокалист, композитор
5. Олег Крестовский (Онищенко) — вокалист
6. Андрей Гуров — вокал
7. Юрий Гуров (1971—2012) — вокалист, клавишник
8. Юрий Барабаш (Юра Орлов) (1974—1996) — вокалист
9. Антон Токарев — вокалист
10. Рафаэль Исангулов — вокалист, клавишник
11. Виктор Куликов — вокалист
12. Влада Московская (1967—2006) — вокалистка
13. Наталья Грозовская — вокал
14. Андрей Сергеев — вокалист, клавишник (1989—1991)
15. Андрей Кучеров
16. Сергей Серков

#### Музыканты
1. Сергей Кузнецов (1964—2022) — Клавишник
2. Александр Прико (1973—2020)— вокалист, Клавишник (1989—1991)
3. Алексей Андреевских — Клавишник (первый состав группы)
4. Вячеслав Пономарёв (1968—2006) — бас-гитарист
5. Игорь Игошин (1972—1992) — ударные инструменты, ритм-машинист[17]
6. Сергей Серков, барабанщик
7. Сергей Кулагин — Клавишник
8. Евгений Бычков — Клавишник
9. Андрей Владимирович Салов — Клавишник (1993)[18]
10. Игорь Сафиуллин — саксофон
11. Алексей Бурда (1974—2012)
12. Михаил Сухомлинов (1974—1993) — Клавишник
13. Арвид Юргайтис (1969—2004) — Клавишник
14. Игорь Анисимов (1973—2013) — Клавишник, работал в 1986—1991[19]
15. Игорь Аникеев (1961—2014) — Клавишник[20]
16. Михаил Афанасьев (1969—2022) — Клавишник[21]
17. Андрей Шишкин — Клавишник[22]
18. Сергей Ленюк — барабанщик[23]

#### Композиторы и поэты
1. Сергей Кузнецов (1964—2022) — музыкальный руководитель, поэт, композитор, аранжировщик, клавишник.
2. Владимир Бойко (1960—2020) — музыкальный руководитель, композитор. Также создал группы: «Белые Розы», «Стайер», «Бархатный сезон» и др.
3. Алла Гольцева (1946—2020)[24] — поэтесса, автор текстов песен в исполнении Разина, Шатунова, Шурочкина, Крестовского и др. солистов.
4. Анатолий Мешаев — композитор, аранжировщик, звукорежиссёр.
5. Константин Губин — композитор, аранжировщик, звукорежиссёр группы «Сладкий Сон» (1990), музыкант группы «Сталкер» (1991—1993), аранжировщик и автор песен группы «Ласковый май» с солистом Юрием Орловым, первый продюсер проекта «Петлюра», в 2000-х сотрудничал с Юрием Шатуновым как автор текстов и композитор.
6. Юрий Куликов — композитор, поэт, солист и основатель группы «Суровый февраль».
7. Юрий Чернавский
8. Александр Маркевич
9. Иван Кононов
10. Александр Добронравов
11. Виктор Пеленягрэ
12. Сергей Васюта (слова и музыка)
13. Вячеслав Игнатьев (слова и музыка)
14. Виктор Чайка
15. Симон Осиашвили
16. Юрий Шатунов (музыка)

#### Звукорежиссёры
1. Павел Томов — звукорежиссёр
2. Владимир Хозяенко — звукорежиссёр
3. Олег Андреев — звукорежиссёр
4. Александр Егунов — звукорежиссёр
5. Вячеслав Игнатьев — звукорежиссёр.

#### Администраторы
1. Аркадий Кудряшов — администратор группы,
2. Вадим Цыганов — директор группы.
3. Евгений Закуваев — заместитель генерального директора центра творческой группы для одарённых детей-сирот «Ласковый май» (1963—2013)
4. Рашид Дайрабаев (1967—2013) — первый директор группы[25]
5. Андрей Дельцов — администратор

## Дискография

### Альбомы
- 1987 — Первый альбом[26]
- 1988 — Белые розы[27]
- 1988 — Медленно уходит осень[28]
- 1988 — Немного о себе[29]
- 1988 — Разбитая любовь
- 1989 — 8 марта
- 1989 — Розовый вечер
- 1989 — На крыше
- 1989 — Гудбай, беби
- 1989 — Ласковое лето
- 1989 — Сказочный берег
- 1989 — Октябрьский альбом
- 1990 — Глупые снежинки
- 1990 — Машка-матрёшка
- 1990 — Озорная девочка
- 1990 — Возвращайся
- 1990 — Остров на двоих
- 1991 — Закрой за мной дверь
- 1992 — Случайная встреча[30][31].
- 1996 — Лучшее
- 1996 — Искусственное дыхание
- 2000 — Легенды #1 (1988—1993)[32]
- 2000 — Легенды #2 (1988—1993)[32]
- 2000 — Легенды #3 (1988—1993)[32]
- 2007 — Звезда
- 2008 — Все хиты
- 2016 — Новые песни

## Песни
Музыка и стихи: Сергей Кузнецов: Белые розы, Ну что же ты, Розовый вечер, Маскарад, Седая ночь, Старый лес, Лето, Тающий снег, Медленно уходит осень (А я так жду), Телефонный роман, Вечер холодной зимы, Глупые снежинки, Бездомный пёс, Метель в чужом городе, Осенний парк (Месяц осени), Ради тебя, Ты просто был, Я откровенен лишь с луною, Пусть будет ночь, Мне больше не нужно… Ю. Куликов, Месяц июль, Взрослые.
Стихи Алла Гольцева, музыка: Юрий Куликов: Атаман, Дядя Миша, Ах, Кристина, Виктор Куликов: Красный лимузин.
Стихи А. Гольцева, музыка: А. Мешаев: Америка.
Стихи А. Гольцева, музыка: Владимир Шурочкин: Калейдоскоп, Ласковый май, Уходит лето, Гуд бай, бэби!

## Книги о группе
- 1990 — «Зима в стране Ласкового мая». (Андрей Разин)
- 1991 — «Человек тусовки». (Андрей Разин)
- 1991 — Документальная повесть «Ты просто был» (Сергей Кузнецов)

## Газета
- 1 августа 1990 года вышел первый номер газеты «Ласковый май».

## Фильмы
- 1990 — Почём нынче ласковые
- 2009 — Ласковый май
- 2014 — «Шипы белых роз» (документальный фильм к 40-летию Ю. Шатунова; реж. Л. Снигирева).

## Скандалы
Владимир Шурочкин выпустил проект «Ласковый май-2002» с его дочерью — солисткой Анной Шурочкиной. По словам Шурочкина, в 2001 году срок действия патента на бренд «Ласковый май» закончился, и его зарегистрировали бизнесмены, занимающиеся нефтью и металлургией. Разин подал на Шурочкина в суд.
Шатунов в Ласковом мае получал гроши, ездил на метро, Разин ему говорил: «Никогда не признавайся, что ты нищий. Нищие в нашей стране никому не нужны». После ухода из группы в 2000-е годы Шатунов отсудил у Разина 10 млн долларов, позже Разин крестил сына Шатунова.
Сергей Кузнецов — инвалид II группы, болел циррозом печени, на своём сайте он просил ему помочь с лечением, жил на пенсию по инвалидности 8 тысяч рублей и авторские 2 тысячи рублей, но на авторские отчисления за песни Ласкового мая он мог бы жить безбедно. Для группы «Мама» он также писал шлягеры, например, песню «Розовый вечер», но песню присвоил Разин для Ласкового мая, и с тех пор началось противостояние автора песен Сергея Кузнецова и продюсера Андрея Разина, которое не закончилось до конца 2022 года. Разин утверждает, что Кузнецов продал ему права на 27 песен в 1992 году, Кузнецов утверждал, что ничего не подписывал и не продавал, а подпись подделана, и узнал Кузнецов о договоре лишь в 2005 году. Сергей Кузнецов просил признать договор недействительным, вернуть ему авторские права на 27 песен и взыскать с Разина 100 млн рублей, однако Разин суд выиграл. В 2002 году Кузнецов сказал, что права на его старые песни находятся у Игоря Маматова и его музыкального издательства «Лига прав», но он перестал платить ему авторские.
Разин рассказывал о том, что 14 лет судился с Кузнецовым и все суды выиграл, вплоть до Верховного, в судебных процессах было задействовано 48 человек.
Александр Прико рассказал, что автор песен пришел к продюсеру в студию с пневматическим пистолетом и сказал: «Я тебя сейчас убью, сволочь», Разин вызвал милицию, и Сергея Кузнецова отправили в участок, где тот просидел сутки.
Андрей Разин про Кузнецова: Кузнецов в 1990 году, (позже сказал, что в 1992 году) продал их мне за 100 тысяч рублей. И когда попытался вернуть их, то проиграл мне все суды, вплоть до международных. Я являюсь окончательным и единственным владельцем всех песен, товарного знака, всей документальной, фото- и кинохроники. Товарный знак «Ласковый май» тоже принадлежит мне. Кузнецов ушел от нас в 90-м году и создал свою группу «Мама», но она не стала популярной". В репертуаре группы «Ласковый май» 230 песен, и только 27 из них Кузнецова, неужели вы думаете, что я ему за 35 дней работы в группе «Ласковый май» ничего не заплатил? Во всем виноват он сам. Он ушел, и он не хотел «Ласковый май»… он сразу после ухода из группы пытался в противовес Юре Шатунову создать сразу три коллектива: группу «МАМА», «Маугли», «Чернила для пятого класса» и т. д. Но только он одного не учел: если я за что-то берусь, я не бросаю людей и добиваюсь максимального успеха!
В 2006 году по решению суда за Андреем Разиным были закреплены авторские права на 27 песен, позже он продал эти права, и на данный момент владельцем песен является ООО «Честная музыка», с которым Разин и певец Андрей Гуров заключили договор. В случае, если песни будут исполняться на концертах без передачи на это прав, не только исполнители, но и организаторы будут привлечены к административной и уголовной ответственности. С этого начался новый конфликт Разина и Шатунова в 2019 году. Разин так описал сложившееся положение в 2019 году:

Есть ООО «Честная музыка». Все права на песни «Ласкового мая» принадлежат этой фирме. Они купили эти права у старого правообладателя за $890 тыс. Эта фирма — единственная, кто принимает решение, кому разрешать, а кому не разрешать петь песни группы. Они обратились и к Шатунову и ко мне в связи с тем, что стали правообладателями с просьбой заключить договоры. Я заключил договор, плачу им 10 % от своих концертов, беру у них разрешение на все песни на радио, на телевидении.

## Студия «Ласковый май»
Андрей Разин создал "Всесоюзную центральную творческую студию для одарённых детей-сирот «Ласковый май».

Андрей Разин (2002): Моя студия «Ласковый май» ни на один день не закрывалась. Из неё вышла известная певица Вика Цыганова, работавшая у нас два года на разогреве. Со мной начинал работать покойный Женя Белоусов. Наш воспитанник Костя Пахомов сейчас снимается в кино. У Юры Шатунова самостоятельный проект. Вообще ребята из «Ласкового мая» неплохо устроились. Мы воспитали большую часть администраторов для российского шоу-бизнеса, все они когда-то работали моими администраторами: продюсер Баскова — Рашид Дарабаев, администратор Сергея Пенкина — Сергей Пережаев, администратор Буйнова — Андрей Салов, администратор Аллегровой — Игорь Сафиулин. Когда к звёздам приходят устраиваться мои бывшие сотрудники, их с удовольствием берут на работу, как бы они плохо ко мне ни относились. Они знают, что у этих людей огромный опыт гастролей, обширные связи. Мы ведь давали по сто концертов в месяц!— >
- Группа «Суровый февраль» (исполняла песню ЛМ «Мне больше не нужно»)
- Группа «Розовый вечер»
- Группа «Белые розы»